# Bathyclarias filicibarbis
Bathyclarias filicibarbis е вид лъчеперка от семейство Clariidae. Видът не е застрашен от изчезване.

## Разпространение
Разпространен е в Малави, Мозамбик и Танзания.

## Описание
На дължина достигат до 79,2 cm.